# 教大站 (釜山廣域市)
釜山教育大學站／教大站（：／ Gyodae yeok */?）是釜山地鐵1號線與東海線電鐵沿線交會的一座轉乘車站，位於韓國釜山廣域市莲堤区巨堤洞。釜山教育大學站是釜山地鐵1號線的中文站名，教大站則是東海線的中文站名。該站原名教大前站（／），2010年時更改為現在名稱。

## 車站結構
1號線站體位於地下，東海線站體則為高架，有出口共8處。
兩線均為2面2線的側式月台構造，惟1號線候車月台為曲線式設計。

### 1號線月台

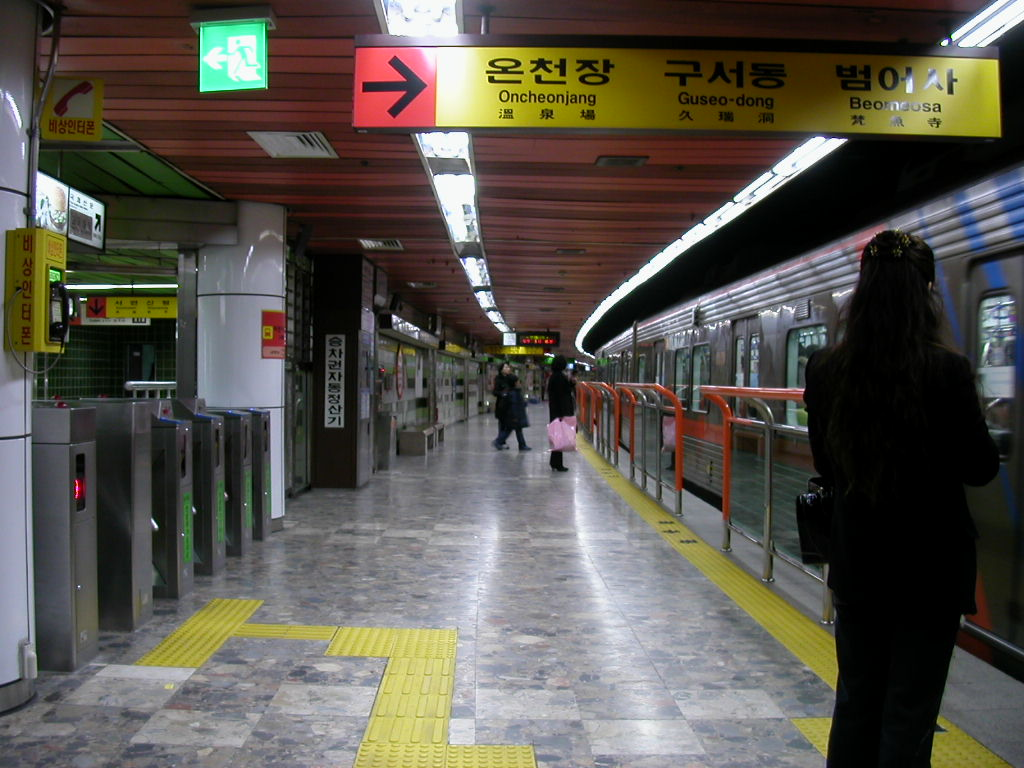
安裝月台門前的1號線候車月台

候車月台設有月台幕門。
| 蓮山 ↑ |
| \| 上  |
| ↓ 東萊 |

| 月台 | 路線               | 目的地                             |
| ---- | ------------------ | ---------------------------------- |
| 上行 | ●釜山都市铁道1号线 | 多大浦海水浴場方向                 |
| 下行 | ●釜山都市铁道1号线 | 溫泉場、釜山大學、梵魚寺、老圃方向 |

### 東海線月台

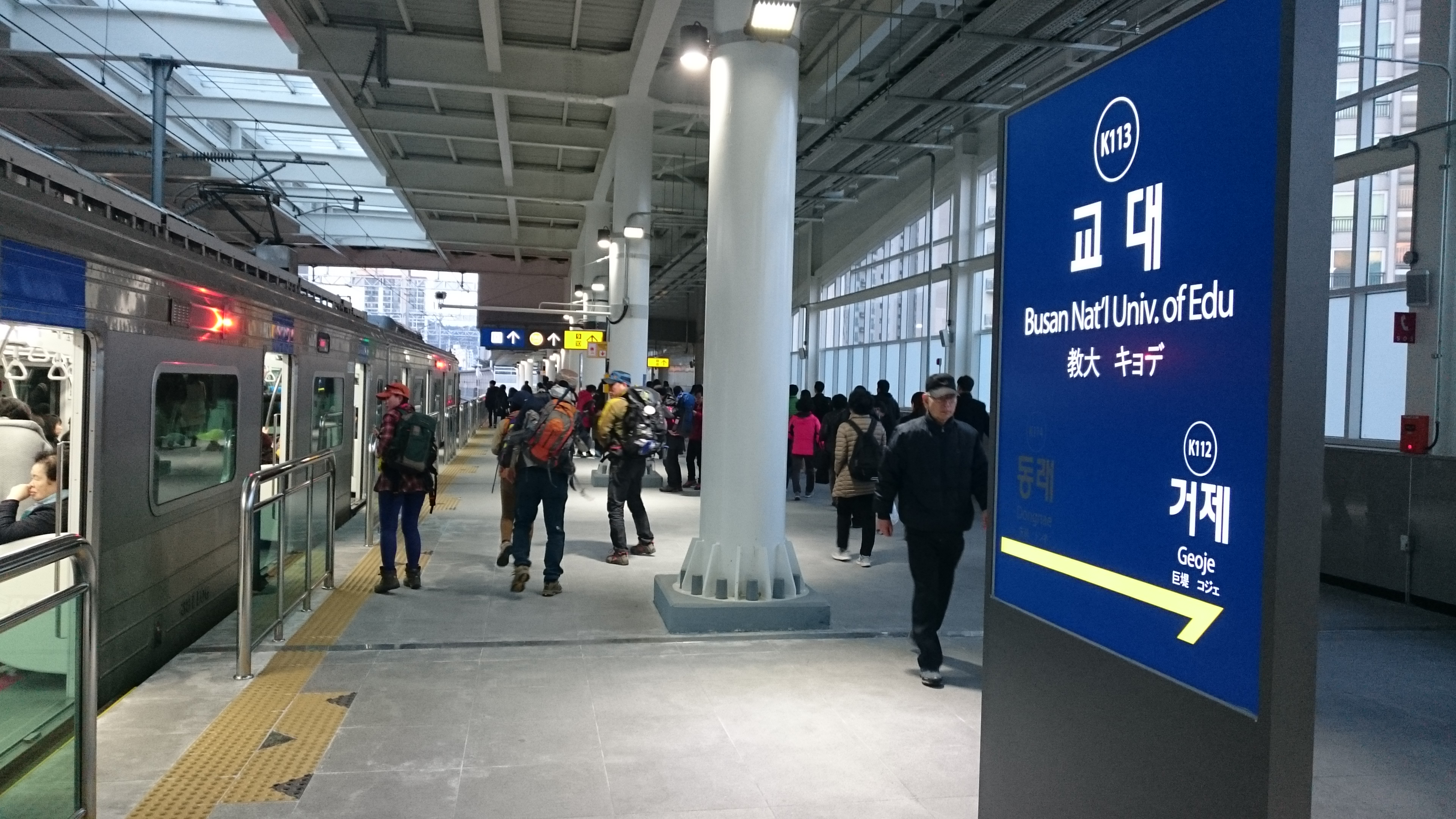
東海線候車月台

| ↑ 巨堤 |
| \| ２  |
| 東萊 ↓ |

| 月台 | 路線            | 目的地                             |
| ---- | --------------- | ---------------------------------- |
| 1    | ●广域电铁东海线 | 巨堤、釜田方向                     |
| 2    | ●广域电铁东海线 | 東萊、Centum、新海雲臺、太和江方向 |

## 歷史
- 1985年7月19日：教大前站落成啟用。
- 2010年2月24日：更為現名。
- 2016年12月30日：東海線站體開通[1]。

## 車站周邊
- 釜山教育大學（朝鲜语：부산교육대학교）
- 釜山教育大學附設初等學校
- 釜山萊城中學
- 國際新聞（朝鲜语：국제신문）
- 漢陽廣場
- 釜田教會
- 釜山綜合運動場（朝鲜语：부산종합운동장）
- 釜山地方法院、檢察廳
- 東萊市場
- 釜山東萊警察署
- 釜山東萊消防署
- 釜山銀行教大站辦事處

## 圖片

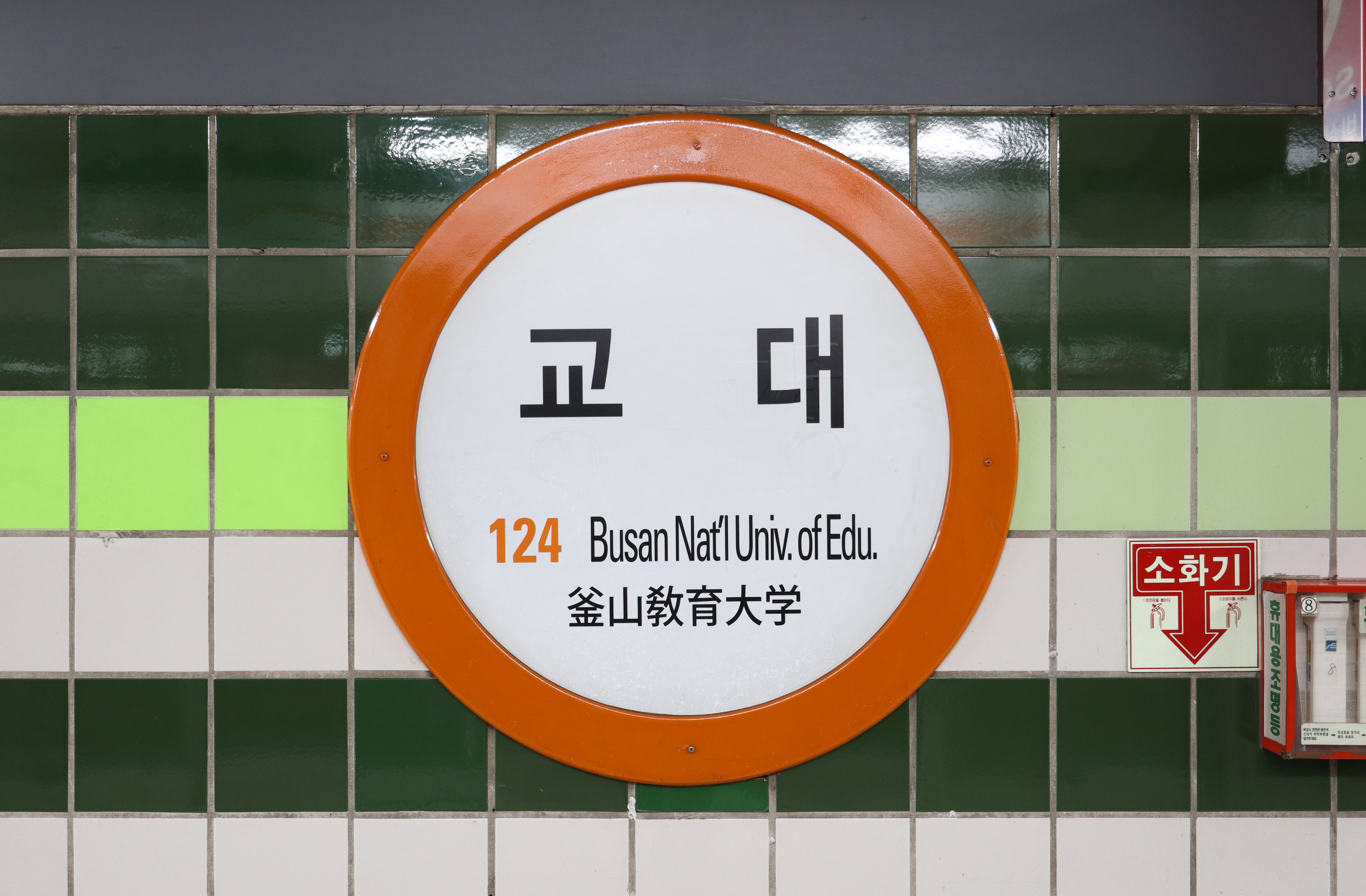
1號線站名牌
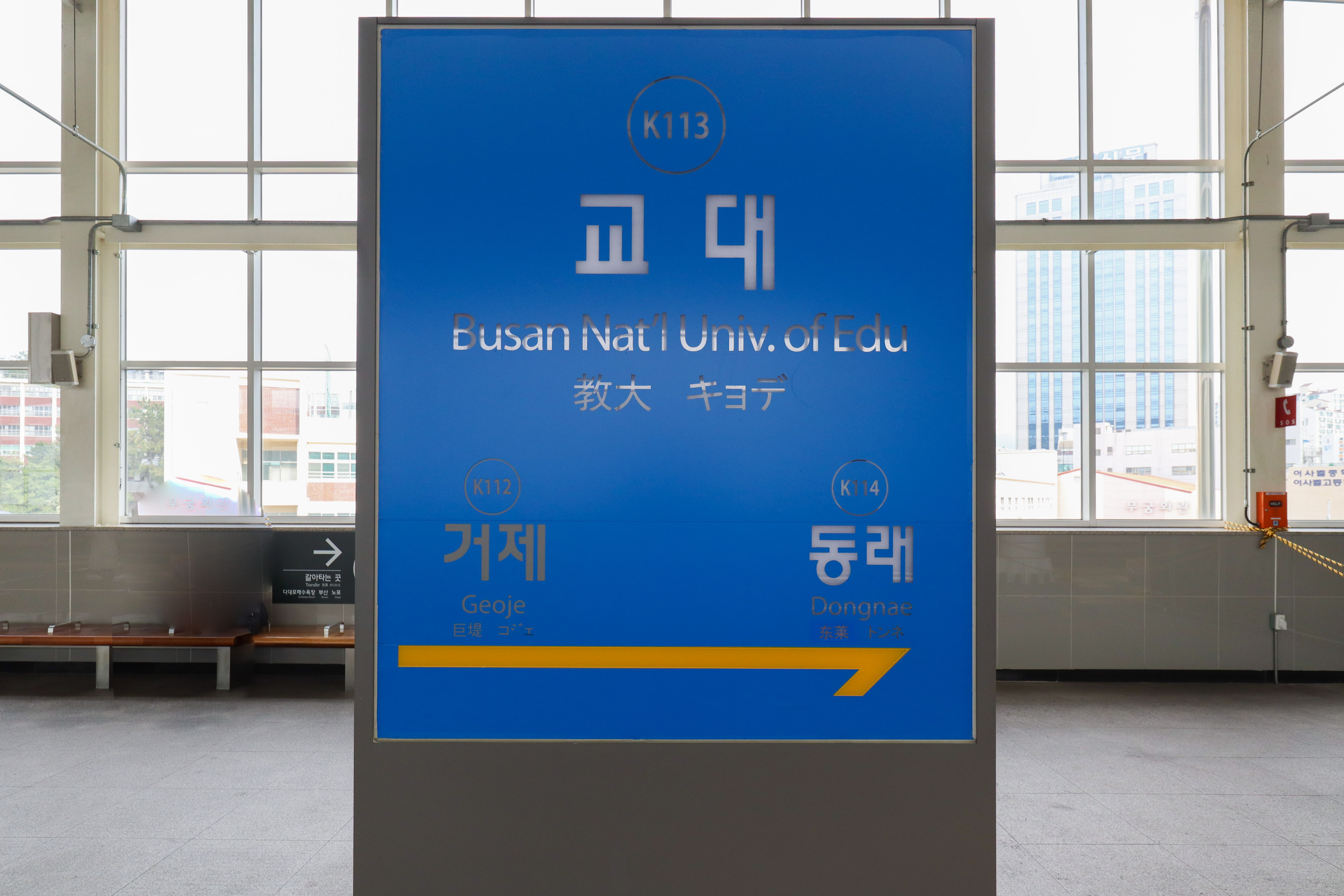
東海線站名牌
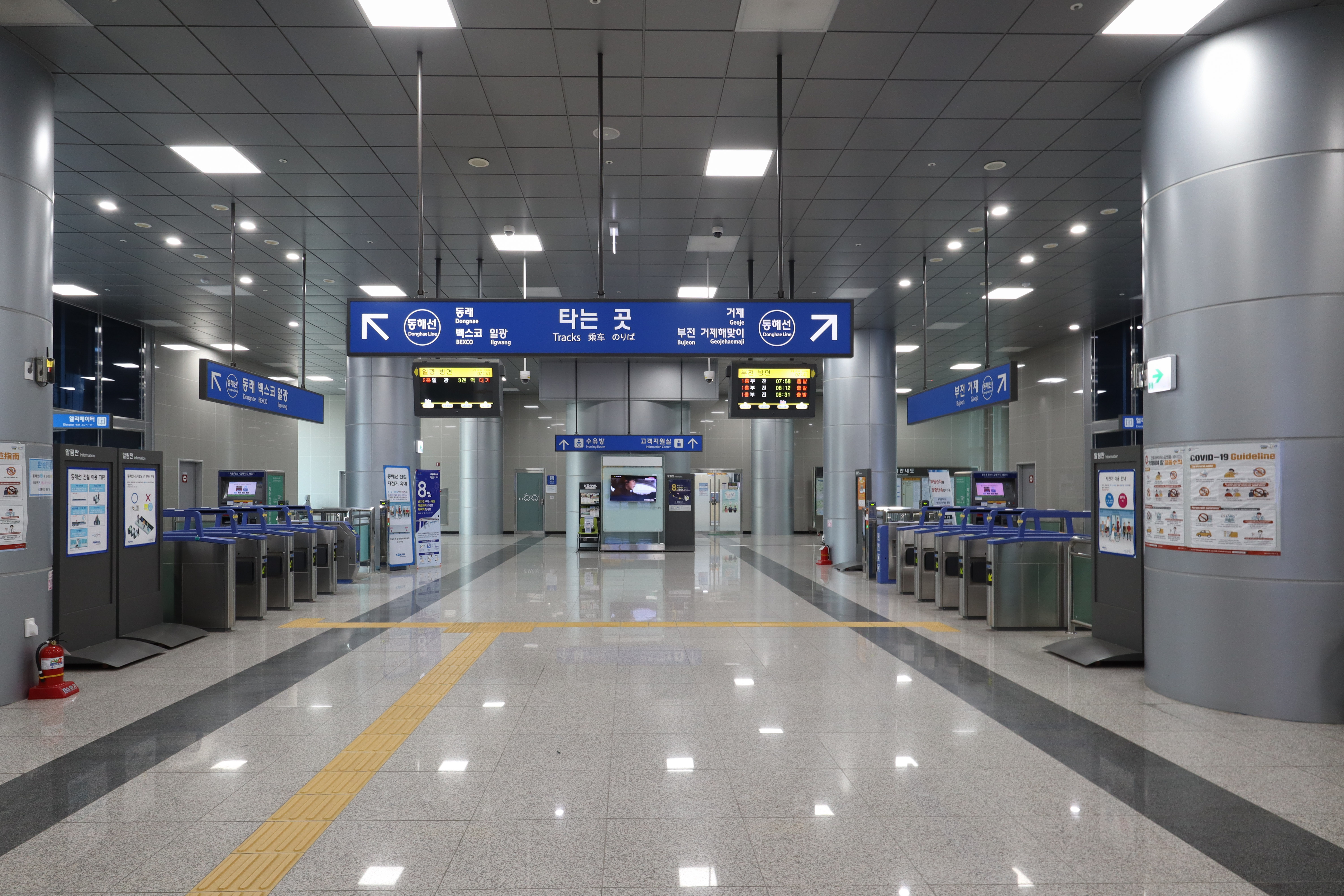
東海線車站大廳及票閘口
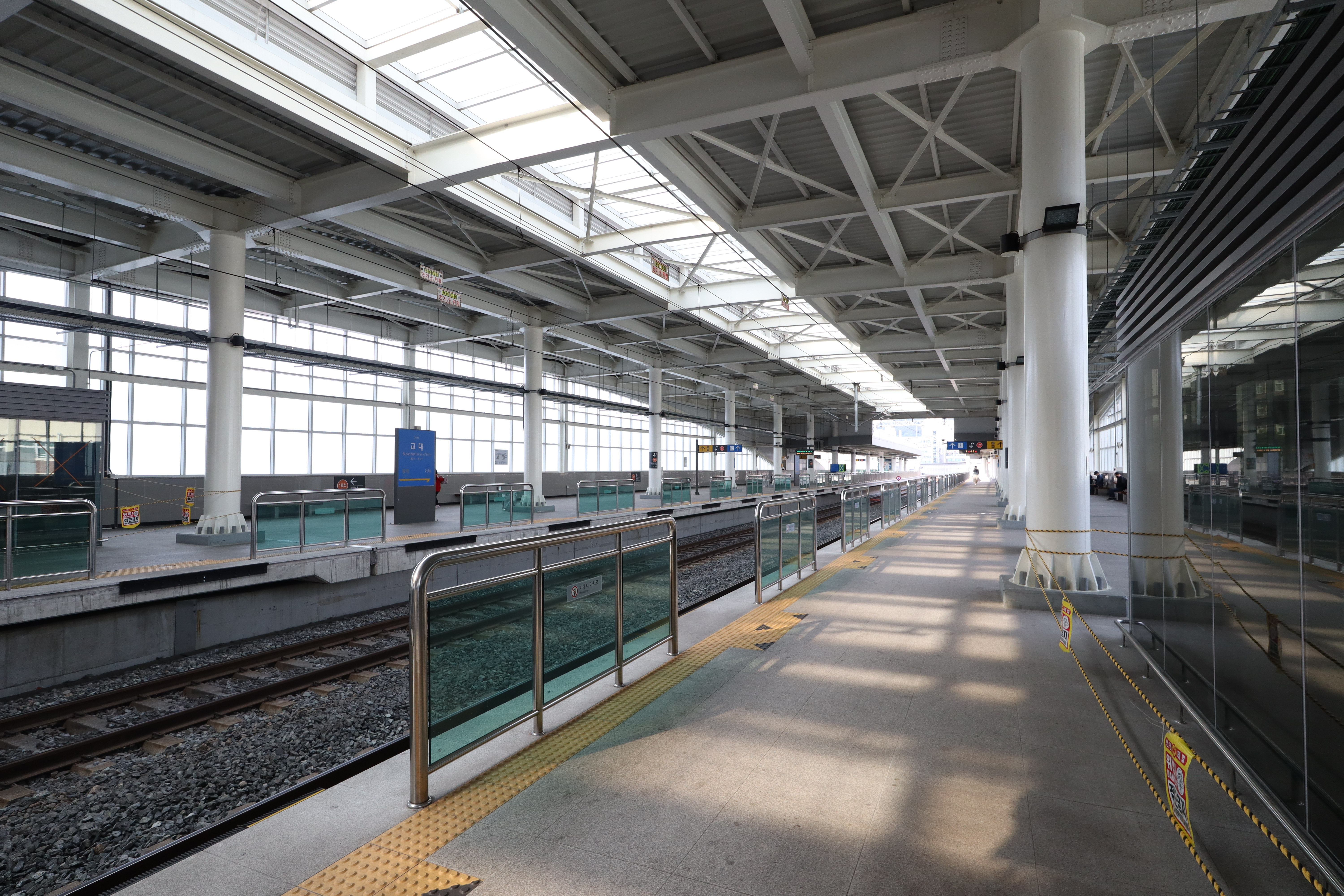
東海線月台
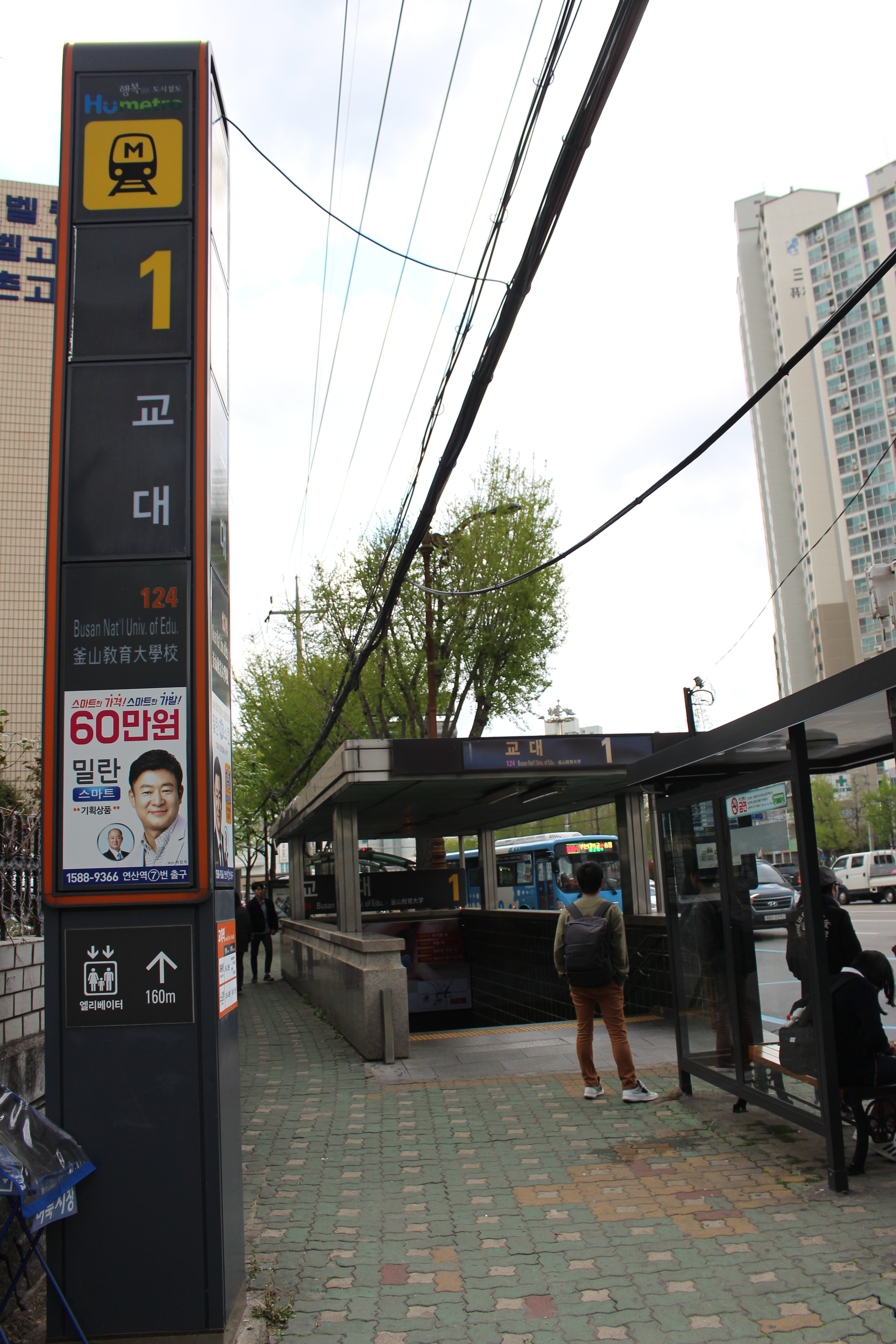
1號出口
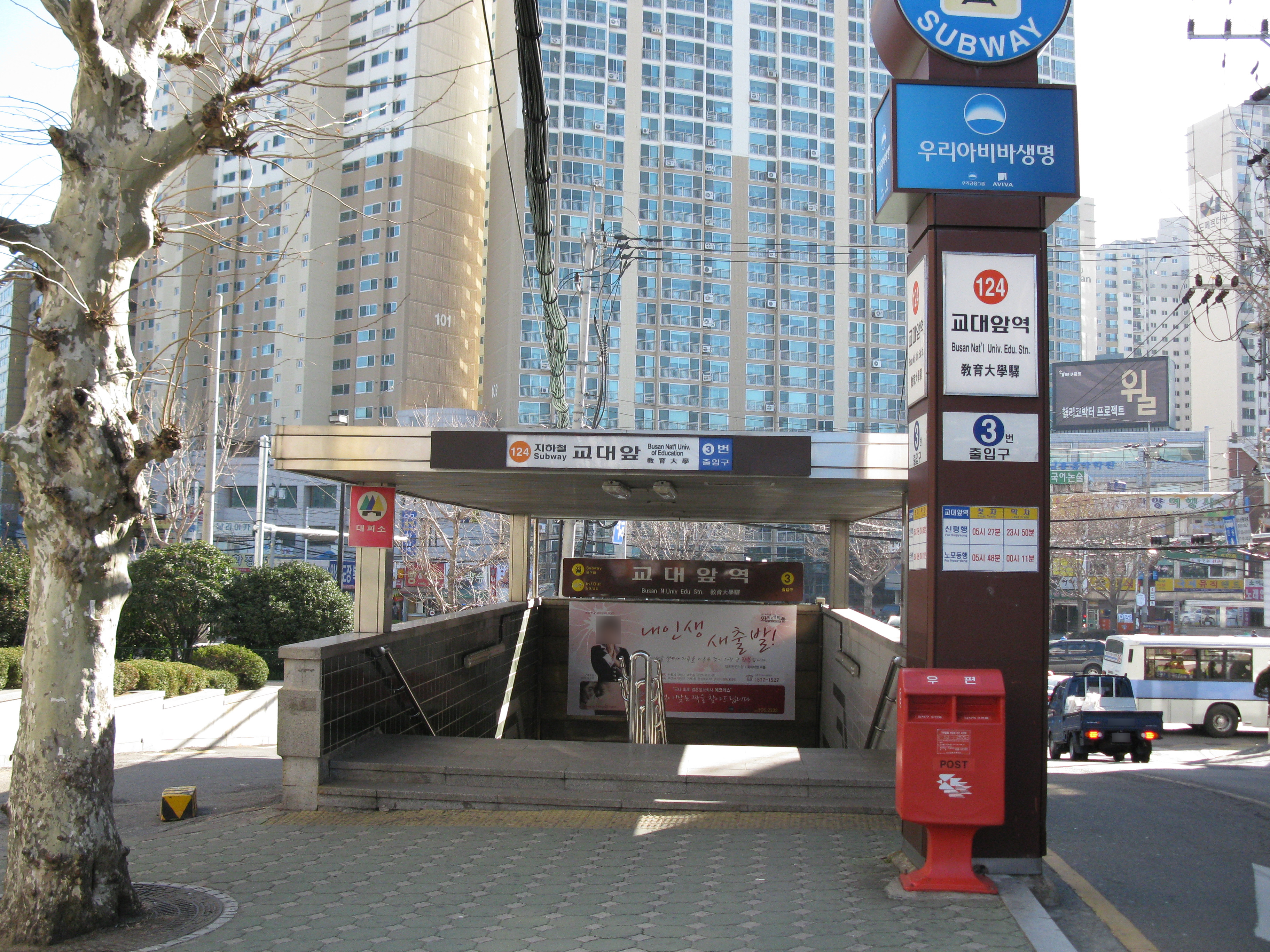
東海線舊站體3號出口

## 相鄰車站
釜山交通公社
●釜山都市铁道1号线
蓮山（123）－釜山教育大學（124）－東萊（125）
韓國鐵道公社
●广域电铁东海线
巨堤（K112）－教大（K113）－東萊（K114）